# Лайма (Оклахома)
Лайма (англ. Lima) — місто (англ. town) в США, в окрузі Семінол штату Оклахома. Населення — 68 осіб (2020).

## Географія
Лайма розташована за координатами 35°10′25″ пн. ш. 96°35′54″ зх. д. / 35.17361° пн. ш. 96.59833° зх. д. (35.173730, -96.598468).  За даними Бюро перепису населення США в 2010 році місто мало площу 1,17 км², уся площа — суходіл.

## Демографія
Згідно з переписом 2010 року, у місті мешкали 53 особи в 24 домогосподарствах у складі 16 родин. Густота населення становила 45 осіб/км².  Було 31 помешкання (27/км²).
Расовий склад населення:
| - 56,6 % — білих - 34,0 % — чорних або афроамериканців - 5,7 % — корінних американців |

До двох чи більше рас належало 3,8 %. Частка іспаномовних становила 3,8 % від усіх жителів.
За віковим діапазоном населення розподілялося таким чином: 18,9 % — особи молодші 18 років, 64,1 % — особи у віці 18—64 років, 17,0 % — особи у віці 65 років та старші. Медіана віку мешканця становила 49,9 року. На 100 осіб жіночої статі у місті припадало 89,3 чоловіків;  на 100 жінок у віці від 18 років та старших — 95,5 чоловіків також старших 18 років.
Середній дохід на одне домашнє господарство  становив 35 528 доларів США (медіана — 40 417), а середній дохід на одну сім'ю — 43 479 доларів (медіана — 43 125). Медіана доходів становила 36 250 доларів для чоловіків та 18 125 доларів для жінок. За межею бідності перебувало 19,4 % осіб, у тому числі 0,0 % дітей у віці до 18 років та 38,5 % осіб у віці 65 років та старших.
Цивільне працевлаштоване населення становило 24 особи. Основні галузі зайнятості: освіта, охорона здоров'я та соціальна допомога — 37,5 %, сільське господарство, лісництво, риболовля — 16,7 %, оптова торгівля — 12,5 %.